# 贡寺
贡寺，藏语称“贡贡巴”，位于西藏自治区日喀则市定结县郭加乡，是一座藏传佛教寺院。

## 简介
贡寺位于西藏自治区日喀则市定结县郭加乡，为藏传佛教寺院。定结县是茶马古道经过地区，留有不少佛寺、宗堡、碉楼、古墓，该寺便是其中一座佛寺。
贡寺的位置在郭加乡政府驻地以南。该寺再往南是没有大村镇的广阔地区。